# Juri Gilbo

Juri Gilbo (2018)

Juri Gilbo (* 1968 in Leningrad) ist ein russischer Bratschist und Dirigent,
sowie seit 1998 Künstlerischer Leiter und Chefdirigent der Russischen Kammerphilharmonie St. Petersburg 
und der 2019 gegründeten Philharmonia Frankfurt.
Zudem ist er Mitglied im Gershwin-Quartett.

## Werdegang
Juri Gilbo wurde 1968 im heutigen Sankt Petersburg als Sohn eines Wissenschaftlers und einer Medizinerin geboren. Mit vier Jahren erhielt er seinen ersten Musikunterricht; er widmete sich zunächst der Geige und der Bratsche. Seine Studien führten ihn an das St. Petersburger „Rimski-Korsakow“ Staatskonservatorium und anschließend an die Hochschule für Musik und Darstellende Kunst Frankfurt am Main in die Bratschenklasse von Tabea Zimmermann. Dirigieren und Orchesterleitung studierte er bei Luigi Sagrestano. 

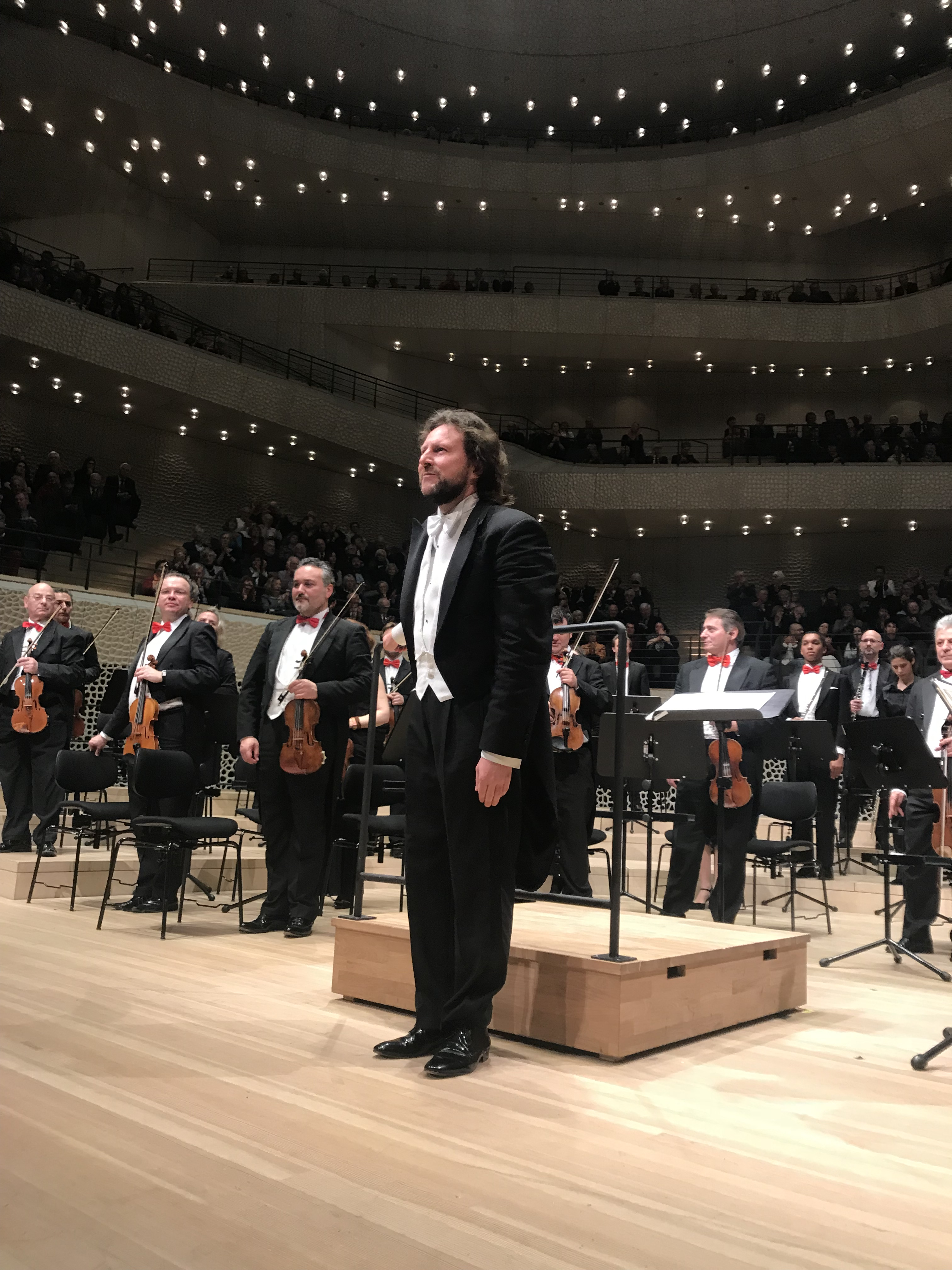
Elbphilharmonie Hamburg (Januar 2018)

Er debütierte als Dirigent 1996 und konzertierte anschließend mit unterschiedlichen Orchestern in ganz Europa. Im Jahr 1998 übernahm Juri Gilbo die Stelle als Künstlerischer Leiter und Chefdirigent der Russischen Kammerphilharmonie St. Petersburg. Seitdem arbeitet er mit Solisten wie Nigel Kennedy, Mischa Maisky, Vadim Repin, Sir James Galway, Edita Gruberová, Fazıl Say, Giora Feidman, Martin Stadtfeld, Sergej Nakariakov, Gábor Boldoczki, Nikolai Tokarew, Lilya Zilberstein, Michael Barenboim, Ute Lemper, René Kollo, Eva Lind, Gunther Emmerlich, Deborah Sasson, Otto Sauter, Matthias Schlubeck, Dmitri Hvorostovsky, Zhang Hai’ou und Richard Galliano zusammen und gastiert in den wichtigsten europäischen Konzerthäusern und bei zahlreichen internationalen Festivals.
In den letzten Spielzeiten führten ihn Verpflichtungen als Gastdirigent mit vielen Orchestern zusammen, darunter u. a. die Camerata Danzig (Polen), das Staatliche Kammerorchester Minsk (Belarus), das Württembergische Kammerorchester Heilbronn, das Zürcher Kammerorchester und das Leipziger Symphonieorchester.
2002 war er Jury-Mitglied des Louisiana International Piano Competition (USA)
Juri Gilbo ist Mitglied im Gershwin-Quartett und Chefdirigent der 2019 gegründeten Philharmonia Frankfurt.
Die weltweite Konzerttätigkeit des Künstlers wird durch die Studioproduktionen ergänzt. Seine CD mit Werken von Carl Maria von Weber, die 2009 bei SONY MUSIC erschienen ist, wurde mit dem  „Editor’s Choice“ des britischen Magazins Gramophone ausgezeichnet.
Juri Gilbo lebt mit seiner Familie in Frankfurt am Main.

## Diskografie
- Carl Maria von Weber: Clarinet concertos No. 1 / 2 and Clarinet quintet (SONY MUSIC, 2009)